# Alexander Alexandrowitsch Kiesewetter

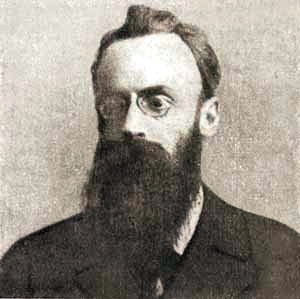
Alexander Alexandrowitsch Kiesewetter

Alexander Alexandrowitsch Kiesewetter (russisch Александр Александрович Кизеветтер; * 10. Maijul. / 22. Mai 1866greg. in St. Petersburg; † 9. Januar 1933 in Prag) war ein russischer Historiker, Hochschullehrer und Publizist.

## Leben
Kiesewetters Urgroßvater war Schmied in Thüringen. Der Großvater war Musiker und ließ sich in Russland nieder. Der Vater Alexander Iwanowitsch Kiesewetter hatte Rechtswissenschaften an der Universität St. Petersburg studiert und leitete als Staatsrat das Archiv des Generalstabs in St. Petersburg. Die Mutter Olimpiada Nikolajewna geb. Turtschaninowa war Enkelin des Protoiereus und Kirchenmusikkomponisten Pjotr Turtschaninow und Tochter eines Geschichtslehrers. 1868 zog die Familie nach Orenburg um, wo der Vater Vertreter des Kriegsministeriums beim Generalgouverneur war.
Nach dem Besuch des Orenburger Knabengymnasiums mit Abschluss 1884 studierte Kiesewetter an der historisch-philologischen Fakultät der Universität Moskau (MGU). Er hörte die Vorlesungen von W. O. Kljutschewski und P. G. Winogradow und nahm an P. N. Miljukows Spezialkursen zur Historiografie der russischen Geschichte teil. Nach dem Abschluss des Studiums 1888 als Kandidat blieb er an Kljutschewskis Lehrstuhl für Geschichte zur Vorbereitung auf die Magisterpromotion. Daneben unterrichtete er Geschichte und Geographie am Lasarew-Institut für Orientalische Sprachen, im Polytechnischen Museum und bei W. I. Guerriers Höheren Kursen für Frauen. Nach dem Tode seines Studienkollegen A. A. Kudrjawzew kümmerte er sich um dessen Familie und heiratete 1894 die Witwe Jekaterina Jakowlewna geb. Frauenfelder.
Ab 1897 hielt Kiesewetter Spezialvorlesungen über Historiografie, die Innenpolitik in der ersten Hälfte des 20. Jahrhunderts und Kaiser Alexanders II. Reform zur Bauernbefreiung von 1861. 1898 wurde er Privatdozent. Er veröffentlichte viel im Russkoje Bogatstwo, Schurnal dlja wsech und anderen Zeitschriften. Auch verfasste er eine Reihe von populärwissenschaftlichen Werken, die als einzelne Broschüren erschienen. 1903 wurde er zum Magister promoviert.
Kiesewetter war seit 1904 Mitglied der Befreiungsunion. 1905 nahm er am Gründungskongress der Konstitutionell-Demokratischen Partei (Kadetten) teil. Auf dem 2. Kongress 1906 wurde er in das Zentralkomitee der Kadetten gewählt. 1907 war er Mitglied der 2. Staatsduma.
1909 verteidigte Kiesewetter seine Doktor-Dissertation über die Städteordnung Katharinas II., die seine Magister-Dissertation fortsetzte. Im gleichen Jahr wurde er Professor. 1917 wurde er Korrespondierendes Mitglied der Russischen Akademie der Wissenschaften.
Nach Eingriffen des Bildungsministers L. A. Kasso in die akademischen Rechte der Professoren verließ Kiesewetter die MGU. Seine Lehrtätigkeit konzentrierte sich nun auf die Höheren Kurse für Frauen, das Handelsinstitut und die Schanjawski-Volksuniversität. Erst im März 1917 kehrte er zur MGU zurück.
Nach der Oktoberrevolution hielt Kiesewetter Vorlesungen über russische Geschichte in den Theater-Kursen am Maly-Theater. Ab Februar 1919 leitete er zwei Archive und wurde Professor an der 2. Universität Moskau. Während dieser Zeit war er als Mitglied der Kadetten dreimal verhaftet, und 1922 wurde er schließlich des Landes verwiesen. Nach einem kurzen Aufenthalt in Berlin ließ er sich im Januar 1923 mit seiner Familie in Prag nieder. Er hielt Vorlesungen über russische Geschichte am Russischen Juristischen Institut, an der Volksuniversität und an der Karls-Universität. Auch beteiligte er sich am gesellschaftlichen Leben der russischen Kolonie. Er war Mitglied der Russischen Akademischen Auslandsorganisation und Vizepräsident, ab 1932 Präsident, der Russischen Historischen Gesellschaft.
Kiesewetter wurde auf dem Prager Friedhof Olšany begraben. 1993 wurde er rehabilitiert.